# Arion (Iowa)
Arion és una població dels Estats Units a l'estat d'Iowa. Segons el cens del 2000 tenia 136 habitants.

## Demografia
Segons el cens del 2000, Arion tenia 136 habitants, 56 habitatges, i 38 famílies. La densitat de població era de 111,7 habitants per km².
Dels 56 habitatges en un 32,1% hi vivien nens de menys de 18 anys, en un 44,6% hi vivien parelles casades, en un 7,1% dones solteres, i en un 32,1% no eren unitats familiars. En el 25% dels habitatges hi vivien persones soles l'1,8% de les quals corresponia a persones de 65 anys o més que vivien soles. El nombre mitjà de persones vivint en cada habitatge era de 2,43 i el nombre mitjà de persones que vivien en cada família era de 2,71.
Per edats la població es repartia de la següent manera: un 22,8% tenia menys de 18 anys, un 10,3% entre 18 i 24, un 30,1% entre 25 i 44, un 25,7% de 45 a 60 i un 11% 65 anys o més.
L'edat mediana era de 38 anys. Per cada 100 dones de 18 o més anys hi havia 118,8 homes.
La renda mediana per habitatge era de 33.750 $ i la renda mediana per família de 36.250 $. Els homes tenien una renda mediana de 26.250 $ mentre que les dones 18.750 $. La renda per capita de la població era de 12.654 $. Entorn del 23,3% de les famílies i el 27,7% de la població estaven per davall del llindar de pobresa.

## Poblacions més properes
El següent diagrama mostra les poblacions més properes.